# Sandi Križman
Sandi Križman (Pola, 17 agosto 1989) è un calciatore croato, attaccante del Muntić.

## Carriera

### Club
Ha giocato nella prima divisione croata, in quella sudcoreana, in quella bosniaca ed in quella greca.

### Nazionale
Ha giocato nelle nazionali giovanili croate Under-18, Under-19, Under-20 ed Under-21.

## Palmarès

### Club

#### Competizioni nazionali
- Souper Ligka Ellada 2: 1

PAS Giannina: 2019-2020